# Etnologia
Etnologia é o estudo ou ciência que estuda os fatos e documentos levantados pela etnografia, no âmbito da antropologia cultural e social, buscando uma apreciação analítica e comparativa das culturas e das civilizações.
Em sua acepção original, era o estudo das sociedades primitivas, todavia, com o desenvolvimento da Antropologia, o termo primitivo foi abandonado por se acreditar que exaltaria o preconceito étnico. Assim, atualmente se diz que etnologia é o estudo das características de qualquer etnia, isto é, agrupamento humano - povo ou grupo social - que apresenta alguma estrutura socio-econômica identificável, onde em geral os membros têm interações cara a cara, e há uma comunhão de cultura e de língua. Este estudo visa estabelecer linhas gerais e de desenvolvimento das sociedades.
O etnólogo observa as diferenças entre as sociedades, desde o modo de andar e usar o corpo (técnicas corporais) até a celebração do casamento e dos funerais. Deve-se descrever e analisar toda a vida social de um povo e um lugar, observar principalmente o que esse povo diz de si mesmo e o modo como identifica seus participantes.
A etnografia é um dos mais importantes recursos contra o racismo e a hegemonia cultural na medida em que estabelece os meios de realizar uma crítica ao etnocentrismo, o que parcializa as investigações. Estudos etnográficos têm recuperado os conhecimentos e técnicas dos povos ágrafos como formas de (etno) conhecimento nas mais diversas áreas, como biologia (etnobiologia); farmacologia e botânica (plantas medicinais); engenharia (de barcos, pontes, casas etc.), psicologia, medicina, etc. Nesse último campo há uma integração entre técnica  (techné) e saber (episteme) que vem sendo denominada por antropologia médica ou estudos dos sistemas etnomédicos e xamanismo.

Hans Staden (de barba, no centro, ao fundo) observa ritual antropofágico entre tupinambás.

## Breve história
Desde a Antiguidade os egípcios já distinguiam em suas pinturas e murais as características das outras etnias que os rodeavam. Os gregos compuseram textos sobre outros povos, como na História de Heródoto (485?–420 a.C.) com detalhadas descrições dos Persas e dos Citas e a Geografia de Estrabão.[carece de fontes?].
Pode-se dizer que o estudo da etnologia acompanhou a expansão do mundo europeu para o oriente, África, Austrália, Américas e Oceania. No início, confundia-se com o estudo das raças e dos povos conquistados.
Outro aspecto precursor do desenvolvimento dessa ciência foram os estudos da moral e dos costumes realizados por filósofos, a exemplo de  Kant (1724 — 1804), autor de estudos denominados por ele de antropologia (estudo do homem), a saber: Fundamentação da metafísica dos costumes (1785),  Metafísica dos costumes (1798) e Antropologia do ponto de vista pragmático (1798).
O termo ethnologia  foi empregado em seu sentido moderno por Adam Franz Kollár (1718-1783) em sua Historiae ivrisqve pvblici Regni Vngariae amoenitates publicada Viena em 1783. como "a ciência das nações e povos, ou, o estudo dos eruditos no qual investigam nas origens, línguas, costumes e instituições das várias nações, e finalmente, na pátria e antigas sedes para poder julgar melhor as nações e povos de seus próprios tempos." 

## Ver também

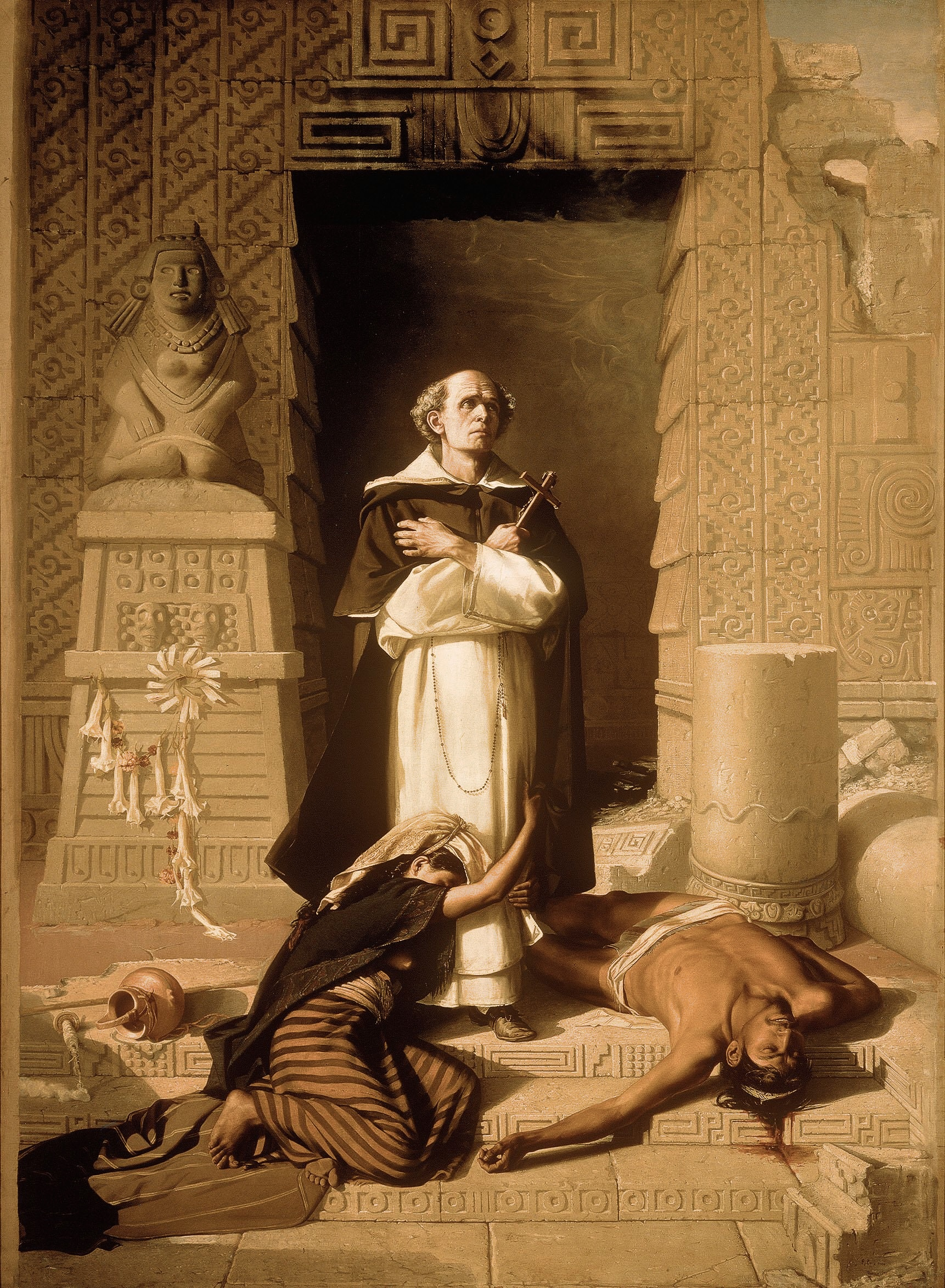
Frei Bartolomé de las Casas by Felix Parra.